# Андраде (рестлер)
Мануэ́ль Альфо́нсо Андра́де Оропе́за (англ. Manuel Alfonso Andrade Oropeza, род. 3 ноября 1989, Гомес-Паласио, Дуранго) — мексиканский рестлер, который в настоящее время выступает в WWE на бренде SmackDown под именем Андра́де.
Он также известен по выступлениям в Мексике в Consejo Mundial de Lucha Libre и в Японии в New Japan Pro-Wrestling под именем Ла Со́мбра (в переводе с исп. — «Тень»), а также по выступлениям в американском промоушене WWE под именем Андра́де «Сьен» А́лмас (позже сокращенный до просто Андра́де), с 2015 по 2021 год, куда вернулся в январе 2024 года. Известен выступлениями в Lucha Libre AAA Worldwide (AAA) и All Elite Wrestling (AEW) под именем Андра́де Эль И́доло.
Андраде, рестлер в третьем поколении, дебютировал за месяц до своего 14-летия и выступал под именем Брильянте-младший в честь своего отца, который выступал под именем Брильянте. Он восемь лет выступал в Consejo Mundial de Lucha Libre (CMLL) под именем Ла Сомбра. Он был одним из основателей группировки Los Ingobernables (в переводе с исп. — «Неуправляемые») и завоевал маски Эль Фелино, Олимпико и Воладора-младшего, победив их в матчах Lucha de Apuestas, после чего потерял свою собственную маску Атлантис3. Андраде также выступал в New Japan Pro-Wrestling в рамках рабочего соглашения между CMLL и NJPW, выиграв титул интерконтинентального чемпиона IWGP.
Андраде присоединился к WWE в 2015 году. Сначала он выступал за бренд NXT под именем Андраде «Сьен» Алмас, выиграв титул чемпиона NXT. В апреле 2018 года он перешел в основной рост WWE, где его имя сократилось до Андраде. В 2019—2020 годах Андраде в течение нескольких месяцев владел титулом чемпиона Соединенных Штатов WWE. Он покинул WWE в марте 2021 года, дебютировав в AAA и AEW тем же летом.

## Ранняя жизнь
Мануэль Альфонсо Андраде Оропеза родился в Гомес Паласио, Дуранго. Он сын Хосе Андраде Саласа, выступающего под именем Брильянте. Он стал частью третьего поколения семьи Андраде, выступающей в луча либре. Его дед, Хосе Андраде, выступал под именем Эль Моро, его дяди боролись или борются под именами Диаманте/Моро III (Серхио Андраде), Зафиро/Пентагончито (настоящее имя не разглашается), Кевин (Хуан Андраде), Эспанто-младший/Пентагон (Хесус Андраде) и Эспириту Магико (Хуан Андраде), а один из его двоюродных братьев работает под именем нынешнего Эспанто-младшего (настоящее имя не разглашается). Из-за скрытного характера луча либре, где настоящие имена рестлером в масках часто не раскрываются, возможно, что еще несколько братьев и сестер Андраде или кузенов также являются рестлерами.

## Личная жизнь
Андраде женат на коллеге по рестлингу Шарлотт Флэр, с которой состоял в отношениях с февраля 2019 года. Пара обручилась 1 января 2020 года. Свадьба состоялась 28 мая 2022 года в Мексике, в Торреоне, родном городе Андраде. Мероприятие прошло в присутствии более 150 гостей, среди которых было много рестлеров и рестлерш как из США, так и из Мексики. Флэр подала на развод в июне 2024 года, и он был окончательно оформлен в октябре того же года. 

## Титулы и достижения
- CBS Sports

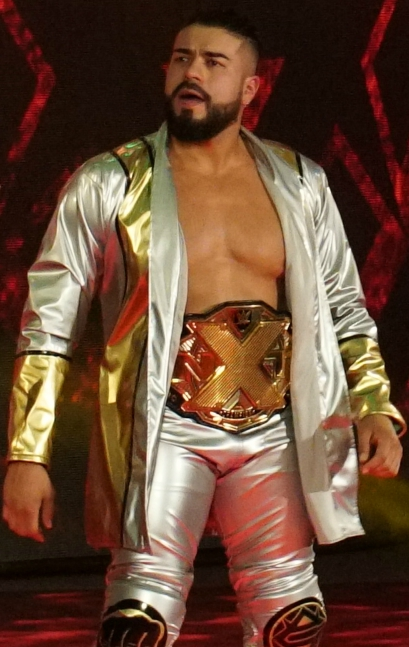
Андраде «Сьен» Алмас — бывший чемпион NXT

  - Матч года в NXT (2018) пр. Джонни Гаргано на NXT TakeOver: Philadelphia[9]
- Consejo Mundial de Lucha Libre
  - CMLL Universal Championship (2011)[10]
  - CMLL World Tag Team Championship (1 раз) – с Валадором-младшим[11][12]
  - CMLL World Trios Championship (1 раз) – с Маскара Дорада и Ла Маскара[13][14]
  - Mexican National Trios Championship (1 раз) – с Эль Саградо и Воладором-младшим[15]
  - NWA World Welterweight Championship (1 раз)[16]
  - NWA World Historic Middleweight Championship (1 раз)[17]
  - NWA World Historic Welterweight Championship (2 раза)[18]
  - La Copa Junior (2012)[19]
  - Cuadrangular de Parejas (2014) – с Омаром Брунетти[20]
  - Reyes del Aire (2013, 2015)[21][22]
  - Torneo Corona (2008) – с Металиком[23][24]
  - Torneo Gran Alternativa (2007) – с Мистико[25][26]
  - Конкурс по бодибилдингу CMLL (2013) – с Валадором-младшим[27][28]
  - CMLL Bodybuilding Contest (2012)[29]
  - Команда года CMLL (2009) – с Валадором-младшим[30]
  - Тэкнико года CMLL (2010)[31]
  - Трио года CMLL (2010) – с Маскара Дорада и Ла Маскара[31]
- Lucha Libre Azteca
  - LLA Azteca Championship (1 раз)[32][33]
- New Japan Pro-Wrestling
  - Интерконтинентальный чемпион IWGP (1 раз)[34][35]
- Pro Wrestling Illustrated
  - № 13 в топ 500 рестлеров в рейтинге PWI 500 в 2018[36]
- WWE
  - Чемпион NXT (1 раз)[37][38]
  - Чемпион Соединённых Штатов WWE (1 раз)[39][40]
  - Чемпион WWE Speed (1 раз)
  - NXT Year-End Award за матч года (2018) пр. Джонни Гаргано на NXT TakeOver: Philadelphia

## Luchas de Apuestas
| Победитель                | Проигравший             | Место                           | Шоу                     | Дата             | Прим.  |
| ------------------------- | ----------------------- | ------------------------------- | ----------------------- | ---------------- | ------ |
| Брильянте-младший (маска) | Зафиро (волосы)         | Гомес Паласио, Дуранго, Мексика | Живое шоу               | 2006             | [ 41 ] |
| Брильянте-младший (маска) | Каморра (маска)         | Торреон, Коауила, Мексика       | Живое шоу               | 7 сентября 2006  | [ 41 ] |
| Ла Сомбра (маска)         | Эль Фелино (маска)      | Мехико                          | Homenaje a Dos Leyendas | 19 мартя 2010    |        |
| Ла Сомбра (маска)         | Олимпико (маска)        | Мехико                          | 77-е юбилейное шоу CMLL | 3 сентября 2010  |        |
| Ла Сомбра (маска)         | Воладор-младший (маска) | Мехико                          | 80-е юбилейное шоу CMLL | 13 сентября 2013 |        |
| Атлантис (маска)          | Ла Сомбра (маска)       | Мехико                          | 82-е юбилейное шоу CMLL | 18 сентября 2013 | [ 2 ]  |